# Pedro María Olive
Pedro María Olive, de Olive, Olivé o de Olivé (1767-1843), escriptor, traductor, historiador, periodista, lexicògraf i polític espanyol.
Va col·laborar amb articles sobre química en El Memorial Literario de Madrid. També a finals del segle xviii va editar cinc volums de novel·les, algunes d'elles o potser totes traduïdes al castellà, sota el títol general de Las noches de invierno (1796-1797). Va escriure Efemérides de la Ilustración en España, revista amb gravats publicada entre principis del 1804 i mitjans de 1805; després Nuevas efemérides de España: políticas, literarias y religiosas (Madrid: imp. de Vega y Compañía, 1805-6).
Va traduir també en castellà el Sistema de los conocimientos químicos y de sus aplicaciones a los fenómenos de la naturaleza y del arte de A.F. Fourcroy (Madrid: Impremta Real, 1803-1808). Va editar també Minerva o El Revisor General, Madrid, 1805-1808 i 1816-1818; durant la Guerra del Francès va redactar el periòdic de la Junta de Múrcia de què era secretari, probablement Avís al públic per la Suprema Junta de Murcia, 1808; després va escriure La nueva descripción de Tierra Santa formada según el itinerario del viaje de Chateaubriand de París a Jerusalén (Madrid, 1817) i la traducció d'aquest mateix Itinerari de François-René de Chateaubriand en 1828. Va escriure La gitana o Memorias egipcias (Madrid: 1817).
Va traduir Minerva. Ensayo político sobre el Reino de Nueva España de Wilhelm von Humboldt, Madrid, 1818. Va ser autor del Missatger (Madrid, 1820) i de Consideraciones sobre el engrandecimiento, decadencia y restablecimiento de la Casa Real de los Borbones ("Consideracions sobre l'engrandiment, decadència i restabliment de la Casa Real dels Borbons), Madrid, 1826 (però el "Pròleg" era de 1815). Durant el Trienni Liberal va ser Oficial de la Direcció de Foment General del Regne, 1821-1822; va ser acadèmic de la Història i va compondre un diccionari titulat Diccionario de sinónimos de la lengua castellana, Madrid, 1843, molt reimprès al llarg dels anys.
Va traduir, entre altres autors, obres de Madame de Staël (Corina o La Itàlia). Van escriure d'ell el biògraf Eugenio d'Ochoa i els bibliógrafos Manuel Gómez Imaz i Paláu.